# Acrobatornis fonsecai
Az Acrobatornis fonsecai a madarak (Aves) osztályának verébalakúak (Passeriformes) rendjébe és a fazekasmadár-félék (Furnariidae) családjába tartozó Acrobatornis nem egyetlen faja.

## Rendszerezése
A nemet és a fajt is  José Fernando Pacheco, Bret M. Whitney és Luiz Pedreira Gonzaga írták le 1996-ban.

## Előfordulása
Brazília délkeleti részén, az Atlanti-óceán partvidékén honos. Természetes élőhelyei a szubtrópusi vagy trópusi síkvidéki esőerdők, valamint ültetvények. Állandó, nem vonuló faj.

## Megjelenése
Átlagos testhossza 14 centiméter, testtömege 14–15 gramm. Élénk rózsaszínű lábai vannak.

## Életmódja
Rovarokkal táplálkozik.

## Természetvédelmi helyzete
Az elterjedési területe nagyon kicsi, egyedszáma 2500-9999 példány közötti és csökken. A Természetvédelmi Világszövetség Vörös listáján sebezhető fajként szerepel.